# Ede Komáromi (zapaśnik)
Ede Komáromi (ur. 5 września 1983) – węgierski zapaśnik walczący w stylu klasycznym.
Zajął 25. miejsce na mistrzostwach świata w 2009. Trzynasty na mistrzostwach Europy w 2010. Brązowy medalista akademickich MŚ w 2008 roku.